# Musée historique du 18 septembre
Le Musée historique du 18 septembre (chinois simplifié : 沈阳九一八历史博物馆, pinyin : Jiuyiba bówùguǎn) est un musée historique traitant de la période de l'occupation de la Chine par l'armée japonaise de 1931 à 1945. Il est localisé dans la ville de Shenyang, dans la province du Liaoning.

## Histoire
Le 18 septembre 1931, le l'armée japonaise a lancé une attaque prélude à l'invasion de la ville de Shenyang et de la manchourie. Cet événement a été considéré comme le prélude à la guerre sino-japonaise. Le musée historique du 18 septembre est situé dans le district Liutiaohu, le site de l'attaque initiale.

## Collections
Le bâtiment, qui est en forme de calendrier ouvert, abrite des milliers d'images, matériel vidéo, des statues et autres rappels des atrocités japonaises. Le musée comprend des reconstitutions de scènes de la vie des résistants chinois avec des personnages en cire.

## Visite
Le musée est ouvert du mardi au dimanche de 08h30 à 17h30 de mai à septembre et de 9h00 à 16h00 le reste de l'année.